# Christoph von Polenz
Christoph von Polenz († 18. Dezember 1497 bei Kreta) war Landvogt der Neumark.

## Leben
Christoph von Polenz stammte aus dem meißnischen Adelsgeschlecht Polenz. Seine Eltern waren Jacob von Polentzki († 1475), Vogt von Schivelbein und Landvogt der Neumark und Margarete, geb. von Schlieben aus dem Hause Baruth. 
Christoph erhielt nach seines Vaters Tod dessen Ämter und Besitzungen. Von 1476 bis 1496 war er Vogt von Schievelbein und Dramburg, wurde 1479 Ritter, war 1485 Pfandherr von Driesen, schließlich 1492 markgräflicher Rat.
Er ließ zu seinem Andenken eine Kapelle an der Marienkirche in Schivelbein errichten und spendete für den Altar der Kirche Geld. Ebenso stiftete er am Döberitzsee eine Kapelle Heilig Kreuz, die ein Pilgerort wurde und 1540 während der Reformationszeit zerstört wurde.
Christoph von Polenz reiste 1496/97 mit Herzog Bogislaw X. von Pommern nach Jerusalem. Im Mittelmeer wurde er bei einem Seeangriff der Türken getötet, als er Herzog Bogislaw mit seinem Körper schützen wollte. Er wurde auf der Insel Kreta (Candien) bestattet.
Christoph von Polenz war mit Elisabeth, einer Tochter von Graf Otto von Everstein († nach 1518) und Schwester von Bischof Ludwig von Cammin, verheiratet. Aus der Ehe sind die Tochter Anna († nach 1524), ⚭ Carsten (Cersten, Christian) von Borcke, 1516 Landvogt der Neumark (ein Sohn Heinrichs), sowie der Sohn Thomas († 1518) bekannt.